# Mysis microphthalma
Mysis microphthalma is een aasgarnalensoort uit de familie van de Mysidae. De wetenschappelijke naam van de soort werd in 1895 voor het eerst geldig gepubliceerd door Georg Ossian Sars.